# 青江神社
青江神社（あおえじんじゃ）は、岡山県倉敷市にある神社。旧社格は村社。青江鍛冶にゆかりある神社として知られる。

## 祭神
主祭神
- 五十猛命（イソタケルノミコト）
- 素盞鳴命（スサノオノミコト）

五十猛命や素盞鳴命は、吉備穴海や高梁川接点の津の神として崇敬されていた。
- 金山彦神（カナヤマヒコノカミ）・金山姫神（カナヤマヒメノカミ）

鎌倉から室町時代に栄えた青江鍛冶の守護神として崇敬されていた。

## 歴史
平安時代に山岳仏教の聖地である福山山頂にあった福山寺の守護神として東西に分けて２つの王子権現が建立され、本社は西の王子権現が前身に当たる。『黄薇史』によれば、後醍醐天皇治世の建武年間には西郡村福山城主であった大江田式部大輔氏経が社領50石を寄進したとされる。1336年（延元元年）5月、氏経は新田勢の主将として1500の兵で30万の足利勢と応戦し3日間奮闘したが全滅したとされ、その戦いの際に社寺は悉く焼失したとされる。その後、正親町天皇治世の1578年（天正6年）、西郡村高山城主石川左衛門尉久式が社領20石を寄進したとされる。1914年（大正3年）境内摂社荒神社、境外摂社疫神社を境内神社とし、無格社であった金山神社を同年5月に本殿へ合祀した。また、1945年（昭和20年）神饌幣帛料供進神社に指定される。

## 祭事
- 歳旦祭（旧暦1月7日）
- 春季例大祭（5月第4土・日曜日）
- 秋季例大祭（10月第4土・日曜日）

## 現地情報
所在地
- 岡山県倉敷市酒津2119

交通アクセス
- 最寄駅：JR山陽本線倉敷駅下車後、徒歩約32分（北西へ2.5㎞）

周辺
- 備中刀工青江鍛冶遺跡 - 酒津郵便局の近くに案内看板があり、青江鍛冶伝来の井戸が遺されている[1]。